# Deniz Naki
Deniz Naki (Düren, 9 luglio 1989) è un calciatore tedesco, di ruolo attaccante, svincolato.

## Biografia
Nel novembre del 2014 lascia il Gençlerbirliği e la Turchia, affermando di essere stato vittima di un'aggressione razzista per le strade di Ankara a causa delle sue origini curde.
Il 7 gennaio 2018 è vittima di un attentato nei pressi di Düren, Germania, quando la sua macchina è colpita da due proiettili. Il 30 gennaio è squalificato dalla federazione turca per tre anni e mezzo ed inflittagli una multa di 273.000 lire turche per aver protestato contro l'invasione turca della città siriana a maggioranza curda di Afrin.